# Sellig
Gilles Magnard, dit Sellig, né le 29 juin 1969 à Lyon, est un humoriste et écrivain français.

## Biographie
Sellig est né le 29 juin 1969 à Lyon. Élève plus intéressé par distraire ses camarades que par le contenu des cours, il suit un cursus professionnel, avec un CAP puis un BEP de cuisine, au lycée hôtelier Rabelais. Il exerce cette activité à partir de 1988 dans les Bouchons lyonnais, puis dans une maison de retraite de Lyon, où il est nommé second de cuisine. Il choisit au bout de quelques années de changer de profession.
En 1992, sous le nom de Sellig (anacyclique de Gilles), il se lance alors dans la comédie, grâce notamment à l'association La rencontre des arts, qui permet aux nouveaux talents de proposer des sketchs. En 2000, il rencontre, durant l'émission Graines de star, Anne Roumanoff, membre du jury. Elle lui propose de le produire durant trois ans, ce qui lui permet de se consacrer complètement à son nouveau travail. Sa tournée, avec son premier spectacle intitulé Épisode 1, passe notamment par la salle du Bataclan de Paris, et il occupe également vingt-et-un mois (un record) la scène du théâtre de Dix heures.
Il est produit depuis 2008 par Audrey Guilhaume Production, Audrey Guilhaume étant la cousine de la présentatrice Virginie Guilhaume.
Sellig est bien connu des auditeurs de la radio Rire et Chansons, qui diffuse régulièrement des sketchs, mais il passe relativement peu à la télévision. Il sillonne la France, faisant plus de 100 spectacles par an,. 
Il a participé à différentes émissions télévisuelles : candidat à Graines de star (qu'il gagne deux fois), chroniqueur à partir de 2005 dans Douce France au côté de Christine Bravo, invité sur Le Plus Grand Cabaret du monde, Les Grands du rire d'Yves Lecoq, C'est la crise ! avec Anne Roumanoff ou Les années bonheur de Patrick Sébastien. Il obtient un des cinq rôles principaux dans le premier long-métrage de Bernard Werber, Nos amis les Terriens, en 2007. L'année suivante, il sort son premier livre, Pour une poignée de koumlaks, préfacé par Bernard Werber ; la suite de ce roman de « science-fiction comique » parait deux ans après. En 2016, il sort le roman L'Opération R8, ayant pour sujet un complot international avec les personnages phares de ses sketchs. Son roman suivant, Quand le chat est là, les souris dansent, sort le  1er septembre 2018. Il s'agit d'une suite du sketch sur les animaux domestiques, qui a longtemps été réclamée par ses fans, et Sellig a donc décidé d'en faire un roman.
Le lancement du nouveau spectacle Épisode 6 se fait à La Penne-sur-Huveaune (Bouches-Du-Rhône), le 10 décembre 2022.

## Style
Dans ses spectacles, il incarne des héros simples qui vivent des situations de la vie quotidienne. Il n'aborde pas les sujets politiques, sexuels ou religieux,,. À la question « Y a-t-il des sujets qui ne vous font pas rire ? », il répond : « Oui. La mort, la maladie, la souffrance, l’intolérance et la religion. Je ne pourrais pas en faire des sketches. Je fais ce métier pour que les gens viennent au spectacle et se vident la tête, pas pour les faire repenser à des choses tristes ». Selon Le Parisien, Sellig a un « certain charisme, des mimiques et des expressions bien à lui ». Il « ne donne pas dans l'humour noir mais dans un monde où tout le monde peut se reconnaître. Sa galerie de portraits sort tout droit de notre quotidien. »

## Engagement associatif
En 2015, il est parrain du gala de la Croix-Rouge française de Lyon.

## Spectacles

### 2001 :Épisode 1
Sketchs présents :
- Le réveil
- On est tous des faux-culs
- Ikea
- Rupture
- Le vendeur de voitures
- Henry la breloque N°II
- La mauvaise conscience
- La lettre de motivation
- Si je gagne au loto
- Leçon de choses
- Le camelot
- Le beaujolais

### 2006 :Épisode 2
Sketchs présents :
- Faut que je maigrisse
- Je bricole
- L'apprenti chirurgien
- Le mariage de ma sœur
- Marmonnages
- Le pharmacien
- Le déménagement de ma sœur
- Internet Blues

### 2010 :Épisode 3
Sketchs présents :
- L'ultra communication
- L'écologie
- Le déménagement de ma sœur
- Le petit Chaperon Beurre
- Faut que je sois zen
- Les animaux domestiques
- Les vacances de ma sœur

### 2013 :Épisode 4
Sketchs présents :
- Les 1res fois
- Les dimanches
- Trop
- 31 décembre chez ma sœur
- Conte de pub
- Aventures dans le train
- Les animaux domestiques

### 2018 :Épisode 5
Sketchs présents :
- Facile pas facile
- Les jeux de société
- Journée à la maison de retraite
- Jean-Georges au supermarché
- Ma sœur à la montagne
- Jean-Georges au rugby
- Les colonies de l’époque
- Jean-Georges prend l’avion
- L'autoroute
- Les aventures dans le train

### 2020 :Épisodes (Best of)
Sketchs présents :
- L'ultra communication
- Si je gagne au loto
- Faut que je sois zen
- Le camelot
- 31 décembre chez ma sœur
- Le pharmacien
- Conte de pub
- Le déménagement de ma sœur
- Les animaux domestiques

### 2022 :Épisode 6
Sketchs présents :
- Les tutos
- La cinquantroizenne
- Les anciens et la technologie
- Le pique-nique
- Noël chez ma sœur
- L'orientation scolaire
- L'autoroute

## Publications
- 2008 : Pour une poignée de Koumlaks..., éditions Rivière Blanche.
- 2010 : Des clones et des Koumlaks, Rivière Blanche.
- 2013 : L'Intégrale Koumlaks, Rivière Blanche.
- 2015 : L'opération R8, Rivière Blanche.
- 2018 : Quand le chat est là, les souris dansent, Rivière Blanche.
- 2019 : Chasseurs d'Autographes, Rivière Blanche.

## Cinéma
- 2007 : Nos amis les Terriens de Bernard Werber : Félix

## Émissions télé
- 1998-1999 : Vivement dimanche
- 1999-2000 : Graines de Star
- 1999-2004 : Les Coups d’humour
- 2001 : H : l'égoutier imitateur
- 2002 : C’est Show
- 2002 : Drôle de scène
- 2002 : Ça s’en va et ça revient
- 2005 : Fort Boyard
- 2005 : Le Plus Grand Cabaret du monde
- 2005 : L'Été de tous les records
- 2005 : La Méthode Cauet
- 2005-2006 : chroniqueur dans Douce France
- 2005-2017 : Les Grands du rire
- 2006 : Le Soiring
- 2007 : Le Grand Sketch
- 2008 : Pliés en 4
- 2013 : Et ça vous amuse !
- 2015 : Les Années bonheur
- 2016 : Vivement dimanche
- 2017 : Même le dimanche
- 2018 : Les Années bonheur